# الدیماس
الدیماس (به عربی: الدیماس) یک منطقهٔ مسکونی در سوریه است که در شهرستان قدیسا واقع شده‌است.

## خصوصیات
الدیماس ۱٬۲۷۶ متر بالاتر از سطح دریا واقع شده‌است.